# Єзерський (поема)
«Єзерський» (рос. «Езерский») — незавершена поема російського поета О. С. Пушкіна.

## Історія
Через рік після підготовки до друку остаточного тексту «Євгенія Онєгіна», з кінця 1832 року й протягом перших місяців 1833 року, Пушкін був захоплений задумом нового великого твору — другого роману у віршах, стилістично близького першому, він писався також онєгінською строфою (в чернетках Пушкін прямо назвав його «новим романом»), але суттєво іншим, з підкреслено декласованим героєм — дрібним чиновником (з давнього боярського роду), який демонстративно полемічно вводився ним в поезію.
Вперше як окремий твір роман увійшов у велике радянське академічне зібрання творів Пушкіна (в розділ поем) під редакторською назвою на прізвище героя (в рукописі заголовка не має).
Задум залишився нездійсненим: приблизно до середини 1833 року було перебілено тільки п'ятнадцять початкових строф, які по суті, були лише введенням. У чернетках збереглися невеликі начерки продовження, в яких Пушкін доводить до відома читачів, що його герой-чиновник «був автором» (друкував свої статті в журналі «Соревнователь просвещения и благотворения», що виходив у Петербурзі з 1818 по 1825 рік) і «коханець»: був закоханий «в Міщанській по сусідству в одну ліфляндочку», яка «зі своєю матір'ю одна // Жила в будиночку, у спадок // Який дістався недавно їй // Від дядька Франца».
Начерк закінчується рядками: «Дядько цього — // Але від міщанського родоводу //, Я вас врятую — і займуся //, Моєю повістю любовною //, Поки знову не занесуся». Однак «повістю любовною» поет займатися не став і зовсім перервав роботу над своїм задумом, щоб через кілька місяців зовсім по-новому повернутися до нього в «Мідному вершнику», близькому до «Єзерського» в сюжетному відношенні, який увібрав в себе ряд віршів з нього.
Зовсім незадовго до смерті, в липні — на початку вересня 1836 року Пушкін переробив частину строф «Єзерського» в самостійний твір — «Родовід мого героя», опублікований ним в 3-му томі «Соврємєнніка» з підзаголовком «Уривок з сатиричної поеми».